# Empire de Brunei
1368–1888
Entités suivantes :
- Sultanat de Sulu
- Indes orientales espagnoles
- Indes orientales néerlandaises
- Royaume de Sarawak
- Colonie de la Couronne de Labuan
- Bornéo du Nord
- Brunei

L'empire de Brunei était un sultanat malais centré autour du Brunei au nord de l'île de Bornéo. À l'origine de cet empire, il y a un petit royaume fondé au VIIe siècle par un roi païen ou hindouiste connu par les Chinois sous le nom de Po-Li. Les rois de Brunei se convertissent à l'islam au XVe siècle, et leur empire s'étend de manière importante à la suite de la prise de Malacca par les Portugais, sur les côtes de Bornéo et des Philippines, puis décline à partir du XVIIe siècle.

## Origine
Il est difficile de comprendre les origines de l'empire de Brunei car il est peu mentionné dans les écrits de l'époque. Il n'existe pas de sources locales. C'est d'après les textes chinois que l'on peut établir les origines de Brunei. Les mots Boni (probablement pour désigner Bornéo) et Poli (localisé a priori sur Sumatra) y sont utilisés pour se référer à Brunei.
Les premières relations diplomatiques entre Boni et la Chine sont citées dans le Taiping huanyuji en 978.
En 1225, un fonctionnaire chinois, Zhao Rugua, rapporte que Boni dispose de cent bateaux de guerre pour protéger son commerce maritime et que le royaume est très riche.
Au XIVe siècle, il semble que Brunei ait prêté allégeance à Java. Dans le Nagarakertagama, écrit par le javanais Mpu Prapanca en 1365, Barune est en effet mentionné comme un État vassal du Majapahit. En 1369, le sultanat de Sulu déclare la guerre à Po-ni et pille le royaume. Majapahit envoie une flotte de défense mais Po-ni est affaibli par l'attaque. Un rapport chinois de 1371 décrit Po-ni comme une région pauvre et totalement sous contrôle de Majapahit.
Après la mort de l'empereur Hayam Wuruk, Majapahit décline et perd le contrôle de ses possessions outre-mer. L'empire de Brunei naît en 1368, dans des conditions mal connues. Il est alors dirigé par Muhammad Shah.

## Expansion
En 1403, l'empereur Ming Chengzu (Ming Yongle) monte sur le trône de Chine et fait alliance avec les royaumes voisins, notamment Brunei. Au XVe siècle, à la suite des contacts avec les marchands arabes et indiens, les rois de Brunei se convertissent à l'islam et prennent le titre de sultans,. L'empire de Brunei est alors localisé au nord de Bornéo et est redevenu un poste de commerce important. Il peut être considéré comme une thalassocratie. Son contrôle s'étend sur les côtes, estuaires et rivières, mais pas sur les terres intérieures de Bornéo, peuplées par les Dayaks.
La première source de documentation européenne sur Brunei date de 1550 nous vient de l'Italien Ludovico de Verthema. En route pour les Moluques, il rencontre les Brunéiens,,. Il évoque l'île de Bornei (Brunei / Bornéo), une région bien administrée et peuplée par des hommes de bonne volonté.
Pendant le règne de Bolkiah, le cinquième sultan, l'empire contrôle tout le nord-ouest de Bornéo (l'actuel Brunei, Sarawak et Sabah), a atteint Seludong (l'actuelle Manille), l'archipel de Sulu et une partie de l'île de Mindanao,,,,,,,. Au XVIe siècle, son influence s'étend jusqu'au delta du Kapuas dans le Kalimantan occidental. Le sultanat de Sambas et le sultanat de Sulu ont tissé des relations dynastiques avec Brunei. Le sultanat de Pontianak, le sultanat de Kutai et le sultanat de Banjar lui ont prêté allégeance. L'influence réelle de Brunei sur ces sultanats est encore mal connue, Banjar étant par exemple également sous l'influence du sultanat de Demak.

## Déclin
À la fin du XVIIe siècle, Brunei décline à la suite de la guerre civile de Brunei qui a lieu de 1660 à 1673 à cause d'une querelle de succession, de l'expansion du colonialisme européens et de la piraterie. L'empire perd la majorité de ses territoires avec l'arrivée des Espagnols aux Philippines, des Hollandais dans le sud de Bornéo et des Britanniques à Labuan, Sarawak et au nord de Bornéo. Le sultan Hashim Jalilul Alam Aqamaddin se place alors sous protectorat britannique. Ce protectorat existera jusqu'à 1984 avant que Brunei ne redevienne indépendant,.